# Manuel Fleitas Solich
Manuel Agustín Fleitas Solich (Asunción, 30 de diciembre de 1901-Estado de Río de Janeiro; 24 de marzo de 1984) fue un futbolista y director técnico paraguayo. Su trayectoria en el ámbito deportivo abarcó un período extenso superando los 50 años. Como jugador se desempeñaba en la posición de mediocampista. Como entrenador, dirigió a la selección de fútbol de Paraguay que conquistó el título de campeón en el Campeonato Sudamericano 1953. Hoy en día, como tributo a su destacada carrera como deportista, se otorga la máxima distinción a los deportistas paraguayos, conocida como la Medalla al Mérito Deportivo "Manuel Fleitas Solich".

## Trayectoria

### Como jugador
Enrolado en las filas del Club Nacional de Asunción desde 1915, debutó como futbolista profesional en el año 1918 con un destacado rendimiento. Al año siguiente fue convocado para integrar la selección paraguaya y en ese mismo año también se alzaba con el brazalete de capitán. 
Desde muy joven le gustaba dirigir a sus compañeros con un gran don de mando y liderazgo. Fue el virtual director técnico de la selección de Paraguay durante los 5 primeros partidos internacionales.
Los periodistas paraguayos lo apodaron "Alfajía", pues era impresionante por su 1,90 de estatura, pero elegante y cerebral jugador.
Fue capitán del equipo paraguayo que debutó victorioso en el Campeonato Sudamericano de 1921.
Participó de todos los campeonatos sudamericanos desde 1921 hasta 1927.
Ganó los campeonatos paraguayos de 1924 y 1926 con el club Nacional.
En 1927 fue transferido al Boca Juniors donde llegó a ser capitán de equipo y campeón en 1930. 

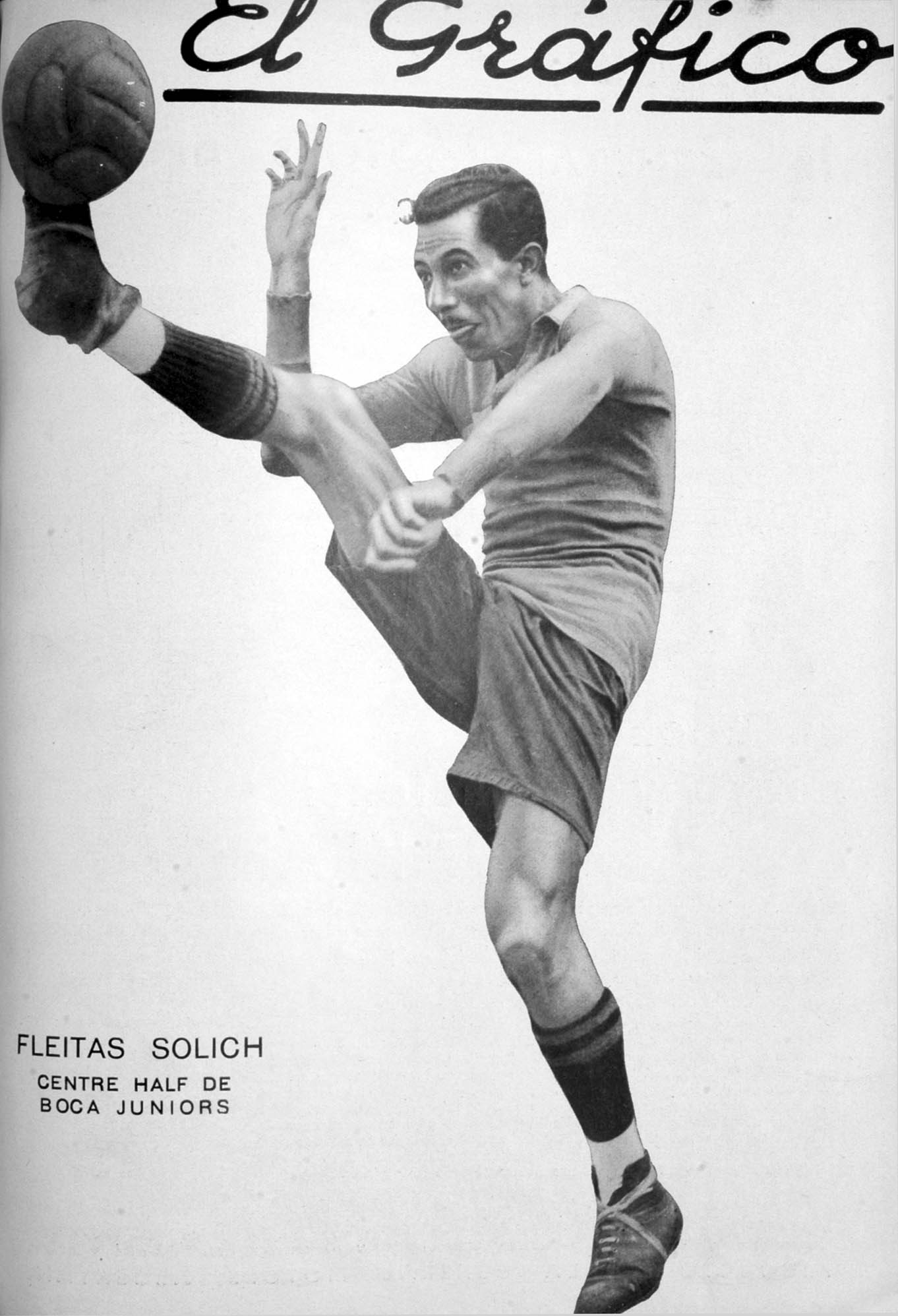
Fleitas Solich en 1930, año en que se consagró campeón con Boca Juniors.

En ese año sufrió una grave lesión de la que nunca pudo recuperarse totalmente. En su pasaje por el club argentino, disputó 99 partidos y marcó 15 goles.
En la Argentina también jugó en los clubes Racing Club, Platense y Talleres de Remedios de Escalada.

### Estilo de juego como jugador
Fuerte, elegante y cerebral jugador con estilo y entereza. Pícaro, seguro y penalero por excelencia. También aventajaba en el juego aéreo por su estatura. Con un gran don de mando y liderazgo.

### Como entrenador

Solich conversando con sus jugadores, como entrenador.

Su carrera como entrenador es realmente impresionante. Dirigió a la selección paraguaya que llegó a disputar la final del Campeonato Sudamericano 1947, el mundial de 1950 y obtuvo el título del Campeonato Sudamericano 1953.

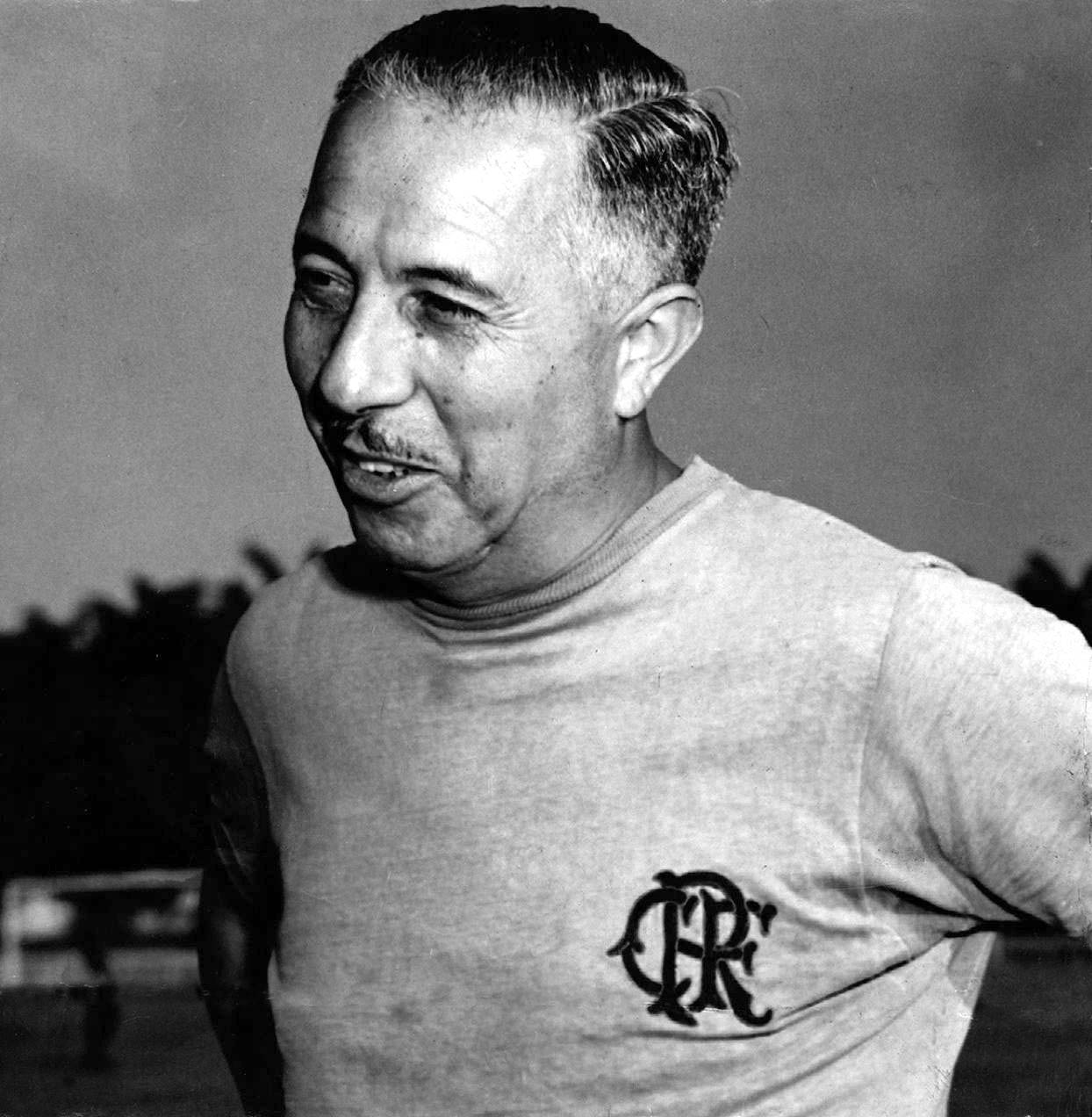
Fleitas Solich (1954)

A nivel de clubes, dirigió a varios equipos brasileños como el Palmeiras, Corinthians, Mineiro, Fluminense y Flamengo. En Flamengo, se consagró como el director técnico del equipo que conquistó el histórico tricampeonato carioca en 1953, 1954 y 1955.
En Europa, Fleitas Solich dirigió al Real Madrid en la temporada 1959 y la temp. 1961, donde obtuvo 20 victorias, 4 empates y perdió 5 partidos.
También fue entrenador de la selección peruana, de los clubes argentinos Newell's Old Boys y Quilmes Atlético Club como así también del Club Libertad y de Nacional de Paraguay

### Estilo de juego como entrenador
Revolucionario táctico. Gracias a su don de liderazgo y cerebro, enseguida lo llevaron al Brujo al club Flamengo de Brasil, donde pondría sus ideas revolucionarias del sistema táctico. El mismo que utilizaría el Hungría subcampeón de Ferenc Puskas en Suiza 1954, considerado histórico, pero que Fleitas Solich ya utilizaba con Paraguay un año antes.

### Copas del Mundo (como entrenador)
| Mundial                        | Sede   | Resultado    |
| ------------------------------ | ------ | ------------ |
| Copa Mundial de Fútbol de 1950 | Brasil | Primera Fase |

### Campeonato Sudamericano (como entrenador)
| Torneo                       | Sede | Resultado |
| ---------------------------- | ---- | --------- |
| Campeonato Sudamericano 1953 | Perú | Campeón   |

## Clubes

### Como jugador
| Club          | País      | Año       |
| ------------- | --------- | --------- |
| Club Nacional | Paraguay  | 1918-1926 |
| Boca Juniors  | Argentina | 1927-1931 |
| Racing Club   | Argentina | 1931      |
| Platense      | Argentina | 1932-1933 |
| Talleres (RE) | Argentina | 1933      |
| Boca Juniors  | Argentina | 1933-1936 |

### Como entrenador
| Club (*)                        | País      | Año       |
| ------------------------------- | --------- | --------- |
| Selección de fútbol de Paraguay | Paraguay  | 1922-1926 |
| Lanús                           | Argentina | 1932      |
| Newell's Old Boys               | Argentina | 1933      |
| Quilmes                         | Argentina | 1933-1935 |
| Talleres (RE)                   | Argentina | 1936      |
| Lanús                           | Argentina | 1937      |
| Nacional                        | Paraguay  | 1937-1938 |
| Selección de fútbol de Paraguay | Paraguay  | 1939      |
| River Plate                     | Paraguay  | 1940-1941 |
| Olimpia                         | Paraguay  | 1942      |
| Selección de fútbol de Paraguay | Paraguay  | 1942      |
| Libertad                        | Paraguay  | 1943-1945 |
| Newell's Old Boys               | Argentina | 1945      |
| Selección de fútbol de Paraguay | Paraguay  | 1945-1946 |
| Lanús                           | Argentina | 1946      |
| Quilmes                         | Argentina | 1947      |
| Selección de fútbol de Paraguay | Paraguay  | 1947-1953 |
| Flamengo                        | Brasil    | 1953-1959 |
| Real Madrid                     | España    | 1959-1960 |
| Flamengo                        | Brasil    | 1960-1962 |
| Corinthians                     | Brasil    | 1962      |
| Fluminense                      | Brasil    | 1963      |
| Selección de fútbol de Perú     | Perú      | 1964-1965 |
| Palmeiras                       | Brasil    | 1966      |
| Atlético Mineiro                | Brasil    | 1967-1968 |
| Bahia                           | Brasil    | 1970-1971 |
| Flamengo                        | Brasil    | 1971      |

(*) Incluyendo la selección.

## Estadísticas como entrenador

### Como entrenador de Flamengo
| Club     | País   | Año       | PJ  | PG  | PE  | PP  | Efectividad |
| -------- | ------ | --------- | --- | --- | --- | --- | ----------- |
| Flamengo | Brasil | 1953-1957 | 276 | 175 | 47  | 54  | 63.41 %     |
| Flamengo | Brasil | 1958-1959 | 90  | 53  | 18  | 19  | 58.89 %     |
| Flamengo | Brasil | 1960-1962 | 99  | 59  | 18  | 22  | 59.6 %      |
| Flamengo | Brasil | 1971      | 39  | 13  | 17  | 9   | 33.33 %     |
| Total    | Total  | Total     | 504 | 300 | 100 | 104 | 59.52 %     |

## Palmarés

### Campeonatos nacionales como jugador
| Título                        | Club          | País      | Año  |
| ----------------------------- | ------------- | --------- | ---- |
| Campeonato Paraguayo          | Club Nacional | Paraguay  | 1924 |
| Campeonato Paraguayo          | Club Nacional | Paraguay  | 1926 |
| Primera División de Argentina | Boca Juniors  | Argentina | 1930 |
| Primera División de Argentina | Boca Juniors  | Argentina | 1931 |

### Campeonatos nacionales como entrenador
| Título               | Club          | País     | Año  |
| -------------------- | ------------- | -------- | ---- |
| Campeonato Paraguayo | Club Libertad | Paraguay | 1943 |
| Campeonato Paraguayo | Club Libertad | Paraguay | 1945 |
| Campeonato Carioca   | Flamengo      | Brasil   | 1953 |
| Campeonato Carioca   | Flamengo      | Brasil   | 1954 |
| Campeonato Carioca   | Flamengo      | Brasil   | 1955 |

### Campeonatos internacionales como entrenador
| Título                              | Club (*)              | Sede   | Año  |
| ----------------------------------- | --------------------- | ------ | ---- |
| Campeonato Sudamericano             | Selección de Paraguay | Perú   | 1953 |
| Torneo Cuadrangular de la Argentina | Flamengo              | Brasil | 1953 |
| Torneo Triangular de Curitiba-PR    | Flamengo              | Brasil | 1953 |

(*) Incluyendo la selección